# 엘렌 슈비르스
엘렌 슈비르스(독일어: Ellen Schwiers, 1930년 6월 11일~2019년 4월 26일)는 독일의 연극 배우, 영화배우이다.

## 작품 목록

### 영화
- 3096일 (2013년) - 나타샤 할머니 역
- 페도라 (1978년)
- 1900년 (1976년) - 아멜리아 역
- 리오 그란데의 대결 (1965년)
- 마지막 사랑 (1956년)